# Pelo Dia Dentro
Pelo dia dentro é o quarto álbum de estúdio do fadista português Camané.
Apenas um ano depois de editar o seu terceiro álbum, Esta Coisa da Alma, o fadista voltou a fechar-se em estúdio com José Mário Branco, que uma vez mais foi responsável pela produção e arranjo musical, e dessas sessões surgiu Pelo dia dentro, um regresso ao fado mais tradicional sem deixar de parte composições que procuram caminhos mais universais. Teixeira de Pascoaes, David Mourão-Ferreira e Pedro Homem de Melo são alguns dos poetas cantados.
O disco foi eleito como um dos melhores álbuns do ano para a imprensa especializada portuguesa, liderando a tabela do diário Público, e integrando as listas do Diário de Notícias e do Disco Digital.

## Faixas
1. Filosofias
2. Templo dourado
3. Marcha do Bairro Alto 1995
4. Noite apressada
5. Redond /Ilha
6. Fado da vendedeira
7. Ela tinha uma amiga
8. A cantar (É que te deixas levar)
9. Fado sagitário
10. Complicadíssima teia
11. Mais um fado no fado
12. Terreiro dos Passos
13. Elegia do amor
14. Sem Deus nem Senhor
15. Estranho fulgor